# سیارک ۲۲۲۵
سیارک ۲۲۲۵ (به انگلیسی: 2225 Serkowski، نامگذاری:6546P-L) دو هزار و دویست و بیست و پنجمین سیارک کشف شده‌است که در ۲۴ سپتامبر ۱۹۶۰ کشف شد.
قدر مطلق سیارک برابر ۱۲٫۱۰ است.